# Michael Krumtünger
Michael Krumtünger (* 27. August 1957) ist ein deutscher Tischtennisspieler. Er gewann 1983 die Deutsche Meisterschaft im Doppel.

## Werdegang
Krumtünger begann seine Karriere beim Verein Spvgg. Rommelshausen. Sein erster Erfolg war der Gewinn der Deutschen Jugendmeisterschaft 1974 im Doppel mit Peter Stellwag. Im folgenden Jahr erreichte er mit Gerd Thieleke das Doppelendspiel. 1976 wechselte er zum Bundesligaaufsteiger TTC Calw. Seine weiteren Vereinsstationen waren
- 1982 Stuttgarter Kickers[3]
- 1983 SSV Reutlingen 05[4]
- 1987 TTC Frickenhausen (2. Bundesliga)[5]
- 1994 TV Unterboihingen (Verbandsliga)[6]
- 1998 TTC Ottenbronn[7]
- 2007  TTC Singen[8]
- 2008 TTC Frickenhausen[9]
- 2009 SV Friedrichsort[10]

Seinen größten Erfolg erzielte Krumtünger bei den Nationalen Deutschen Meisterschaften 1983 in Münster (Westfalen). Hier wurde er zusammen mit Reinhard Sefried deutscher Meister im Doppel vor Wilfried Lieck/Manfred Nieswand. Ein Jahr zuvor hatte er mit dem gleichen Partner bereits das Endspiel erreicht, das jedoch gegen Lieck/Nieswand verloren ging. Weitere vordere Platzierungen bei deutschen Meisterschaften gelangen ihm im Doppel und im Mixed:
- 1980  Platz zwei im Doppel mit Rolf Jäger
- 1982  Platz zwei im Doppel mit Reinhard Sefried
- 1984  Platz drei im Mixed mit Annette Mausolf
- 1985  Platz drei im Mixed mit Annette Mausolf
- 1987  Platz drei im Mixed mit Annette Mausolf
- 1988  Platz drei im Doppel mit Peter Stellwag
- 1989  Platz zwei im Doppel mit Heiko Wirkner
- 1991  Platz drei im Doppel mit Heiko Wirkner, Platz zwei im Mixed mit Bettina Westphal

## Senioren
Seit Anfang der 2000er Jahre nimmt Krumtünger regelmäßig an Seniorenturnieren teil. Dabei gewann er 2009 bei der Deutschen Seniorenmeisterschaft in der Altersklasse Ü50 den Titel im Doppel mit Peter Fischer.

## Privat
Michael Krumtünger, der Sohn von Michael Krumtünger senior, hat einen Sohn. Sein Bruder Dieter ist Tischtennisspieler mit Verbandsligastärke. Mit ihm betrieb er in Rommelshausen und Reutlingen ein Sportgeschäft, in dem auch sein Doppelpartner Reinhard Sefried mitarbeitete.  Von Beruf ist Krumtünger Bankberater.